# Thunder (Imagine Dragons)
Thunder è un singolo del gruppo musicale statunitense Imagine Dragons, pubblicato il 27 aprile 2017 come secondo estratto dal terzo album in studio Evolve.
Il brano è stato candidato ai Grammy Awards 2018 nella categoria miglior performance pop di un gruppo.

## Video musicale
Il video musicale, diretto da Joseph Kahn e girato a Dubai, è stato pubblicato il 2 maggio 2017.

## Tracce
Testi e musiche di Dan Reynolds, Wayne Sermon, Ben McKee, Daniel Platzman, Alexander Grant e Jayson DeZuzio, eccetto dove indicato.
Download digitale
1. Thunder – 3:07

CD
1. Thunder – 3:08
2. Believer – 3:22 (Dan Reynolds, Wayne Sermon, Ben McKee, Daniel Platzman, Robin Fredriksson, Mattias Larsson, Justin Tranter)

Download digitale – remix
1. Thunder (Imagine Dragons & K.Flay) (Official Remix) – 3:15

## Successo commerciale
È rimasto per 21 settimane di fila alla prima posizione della Rock Songs redatta da Billboard, e insieme agli altri due singoli degli Imagine Dragons Believer e Whatever It Takes ha occupato le prime tre posizioni della classifica per 16 settimane di fila, serie interrotta solo dall'entrata nel podio di Natural (sempre degli Imagine Dragons), dove è rimasta insieme a Thunder e Believer per altre 4 settimane di fila.

## Classifiche

### Classifiche settimanali
| Classifica (2017)         | Posizione massima |
| ------------------------- | ----------------- |
| Australia                 | 2                 |
| Austria                   | 2                 |
| Belgio (Fiandre)          | 6                 |
| Belgio (Vallonia)         | 6                 |
| Canada                    | 6                 |
| Filippine                 | 30                |
| Finlandia                 | 17                |
| Francia                   | 26                |
| Germania                  | 2                 |
| Irlanda                   | 18                |
| Italia                    | 5                 |
| Lussemburgo               | 4                 |
| Malaysia                  | 15                |
| Norvegia                  | 12                |
| Nuova Zelanda             | 3                 |
| Paesi Bassi               | 21                |
| Regno Unito               | 20                |
| Slovenia                  | 49                |
| Spagna                    | 24                |
| Stati Uniti               | 4                 |
| Stati Uniti (alternative) | 1                 |
| Stati Uniti (rock)        | 1                 |
| Svizzera                  | 2                 |

### Classifiche di fine anno
| Classifica (2017)         | Posizione |
| ------------------------- | --------- |
| Australia                 | 6         |
| Brasile                   | 80        |
| Canada                    | 43        |
| Germania                  | 4         |
| Italia                    | 12        |
| Nuova Zelanda             | 6         |
| Regno Unito               | 100       |
| Stati Uniti               | 51        |
| Stati Uniti (alternative) | 11        |
| Stati Uniti (rock)        | 4         |
| Svizzera                  | 11        |
| Classifica (2018)         | Posizione |
| Australia                 | 50        |
| Brasile                   | 97        |
| Canada                    | 18        |
| Stati Uniti               | 22        |
| Stati Uniti (alternative) | 26        |
| Stati Uniti (rock)        | 1         |
| Classifica (2019)         | Posizione |
| Portogallo                | 156       |